# Polypodium warmingii
Polypodium warmingii là một loài dương xỉ trong họ Polypodiaceae. Loài này được C.Chr. mô tả khoa học đầu tiên năm 1902.
Danh pháp khoa học của loài này chưa được làm sáng tỏ. 